# Martina Moravcová
Martina Moravcová (Piešťany 16. siječnja 1976.) bivša slovačka plivačica. Osvojila je dvije srebrene olimpijske medalje na igrama 2000. u Sydneyu i tri srebrene i dvije brončane medalje na Svjetskim prvenstvima. Prvi međunarodni plivački nastup imala je 1991. kada je nastupala za Čehoslovačku. Natjecala se na pet uzastopnim Olimpijskim igrama (1992. – 2008). Na Olimpijskim igrama 2000. godine u Sydneyu u disciplinama 100 metara leptir i 200 metara slobodno osvojila je srebrene medalje. Jedna je od najvećih slovačkih sportašica, jedno vrijeme je živjela u Dallasu gdje je studirala sredinom 1990-ih.
Njena autobiografija Martina s rodokmeňom Evy objavljena u prosincu 2003. godine, nedugo prije nego što je šesti put od 1993. proglašena slovačkom sportašicom godine. 
Godine 1999. organizacija NCAA proglasila ju je ženskom plivačicom godine. Bila je pobjednica FINA-e serije Svjetskog kupa 2001. godine.

## Vanjske poveznice
- Službena stranica